# Fratura cervical
Uma fratura cervical, comumente chamada de pescoço quebrado, é uma fratura de qualquer uma das sete vértebras cervicais do pescoço . Exemplos de causas comuns em humanos são colisões de trânsito e mergulhos em águas rasas. O movimento anormal dos ossos do pescoço ou de pedaços de osso pode causar lesão na medula espinhal, resultando em perda de sensibilidade, paralisia ou geralmente morte logo em seguida (cerca de 1 minuto), principalmente por comprometimento do suprimento neurológico dos músculos respiratórios, bem como da inervação dos músculos respiratórios e o coração.

## Causas
É necessária uma força considerável para causar uma fratura cervical. Colisões e quedas de veículos são causas comuns. Uma torção severa e repentina no pescoço ou um golpe severo na cabeça ou na região do pescoço pode causar uma fratura cervical.
Embora o trauma de alta energia esteja frequentemente associado a fraturas cervicais na população mais jovem, o trauma de baixa energia é mais comum na população geriátrica. Num estudo realizado na Noruega, a causa mais comum foram as quedas e a incidência relativa de CS-fx aumentou significativamente com a idade.

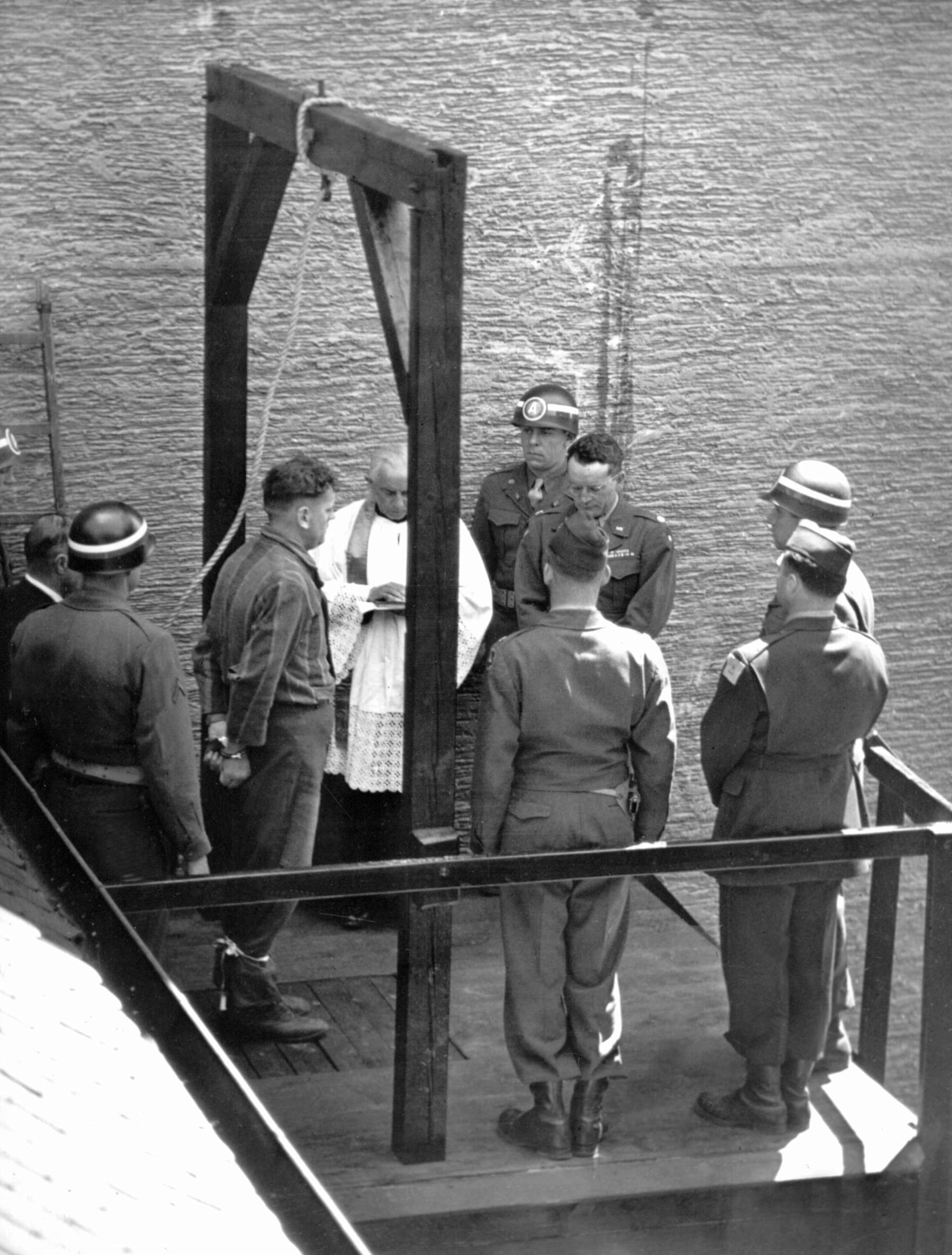
A execução por enforcamento tem como objetivo causar a morte por fratura cervical

Esportes que envolvem contato físico violento apresentam risco de fratura cervical, incluindo futebol americano, futebol (especialmente o goleiro ), hóquei no gelo, rugby e luta livre. Acertar um oponente no futebol americano ou no rugby, por exemplo, pode quebrar o pescoço. As fraturas cervicais também podem ser observadas em alguns esportes sem contato, como ginástica, esqui, salto ornamental, surf, levantamento de peso, hipismo, mountain bike e automobilismo.
Certas lesões penetrantes no pescoço também podem causar fratura cervical, que também pode causar hemorragia interna, entre outras complicações.
A execução por enforcamento tem como objetivo causar uma fratura cervical fatal. O nó do laço é colocado à esquerda do condenado, de modo que, no final da queda, a cabeça seja sacudida bruscamente para cima e para a direita. A força quebra o pescoço, causando perda imediata de consciência e morte em poucos minutos.

## Diagnóstico

### Exame físico
A história médica e o exame físico podem ser suficientes para evidenciar a fratura da coluna cervical. Regras de previsão clínica notáveis para determinar quais pacientes precisam de imagens médicas.

### Detecção radiográfica
Na tomografia computadorizada ou radiografia, uma fratura cervical pode ser visualizada diretamente. Além disso, sinais indiretos de lesão pela coluna vertebral são incongruências das linhas vertebrais, e/ou aumento da espessura do espaço pré-vertebral:

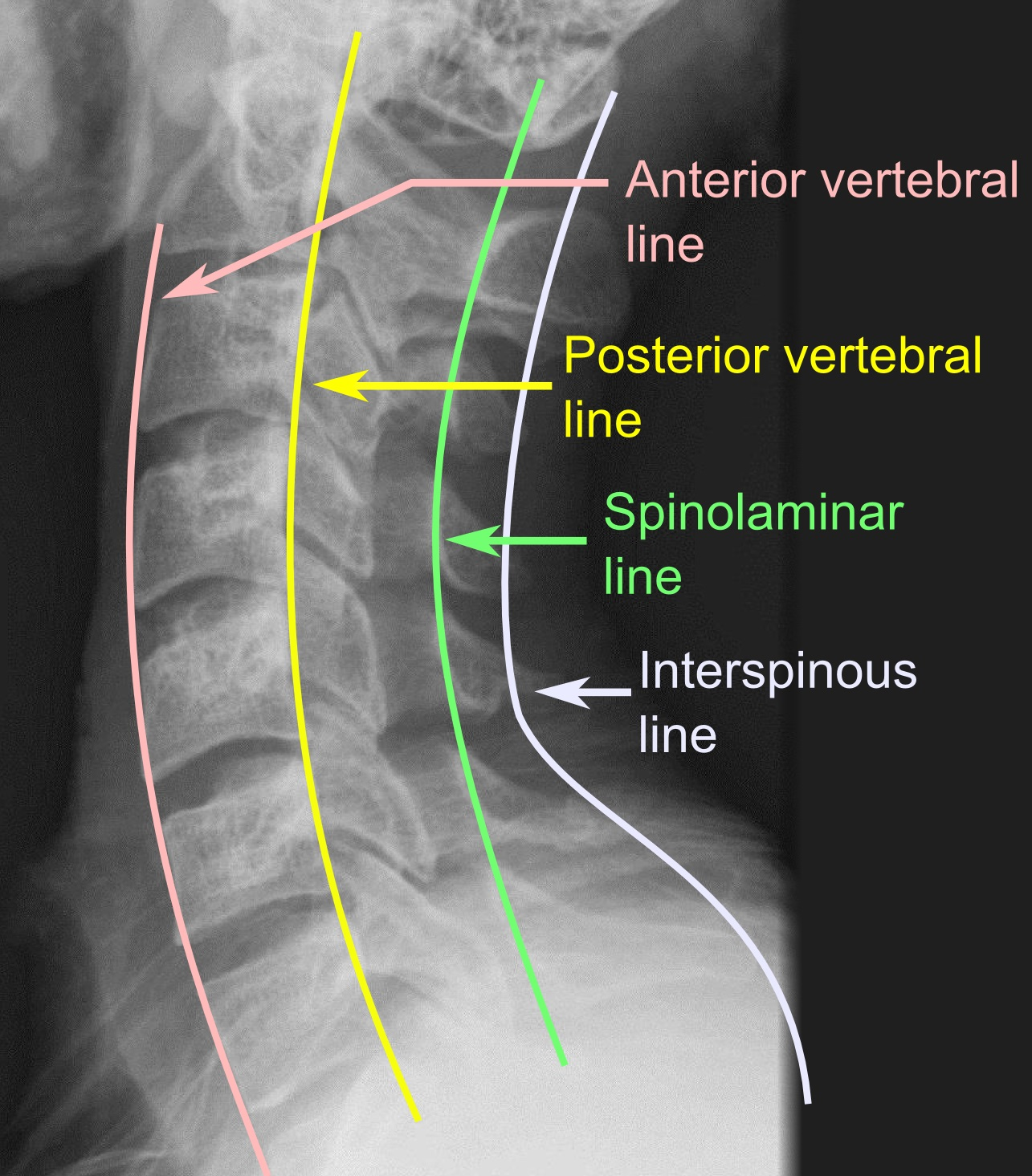
Raio-X de linhas vertebrais congruentes normais
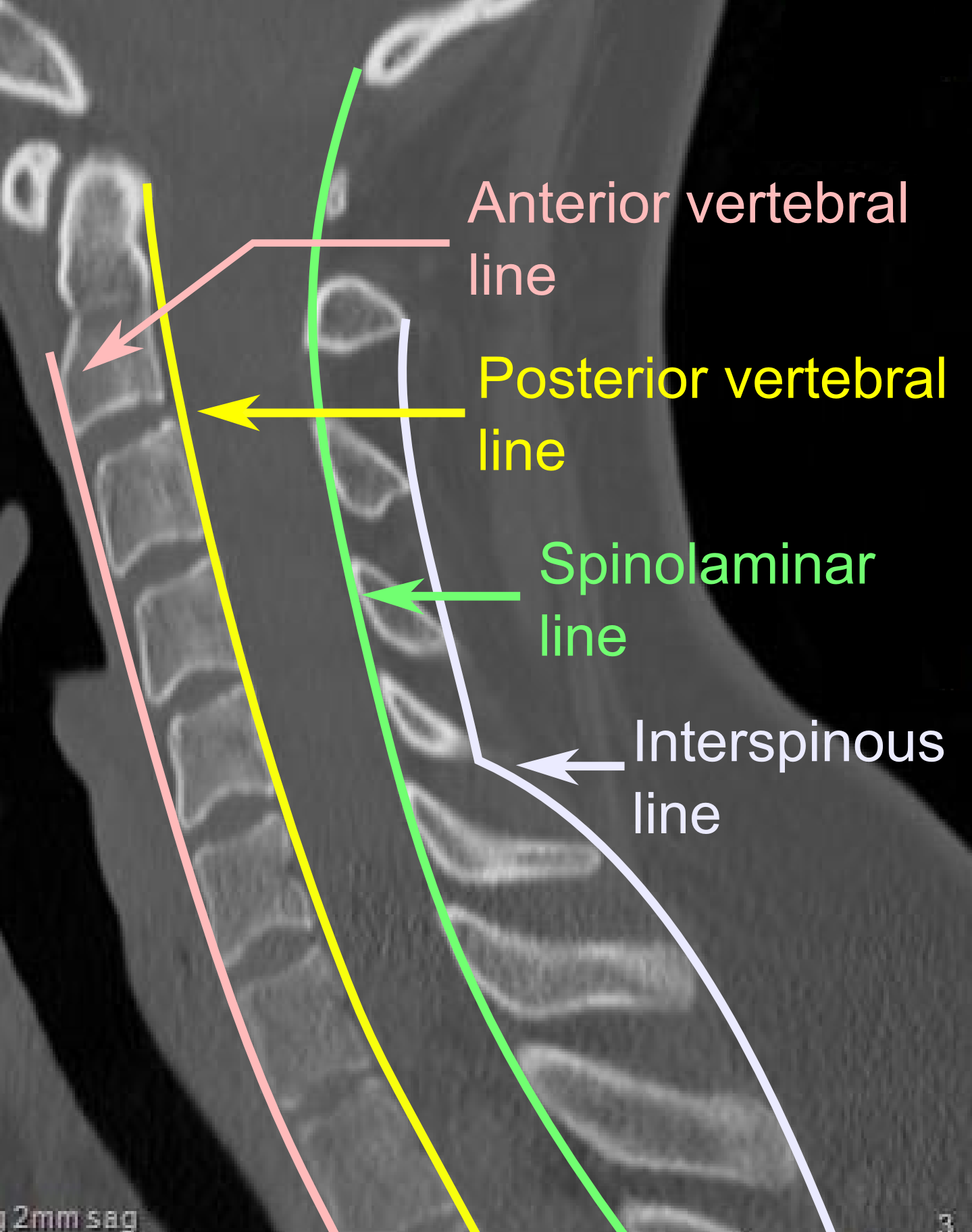
Tomografia computadorizada de linhas vertebrais congruentes normais.
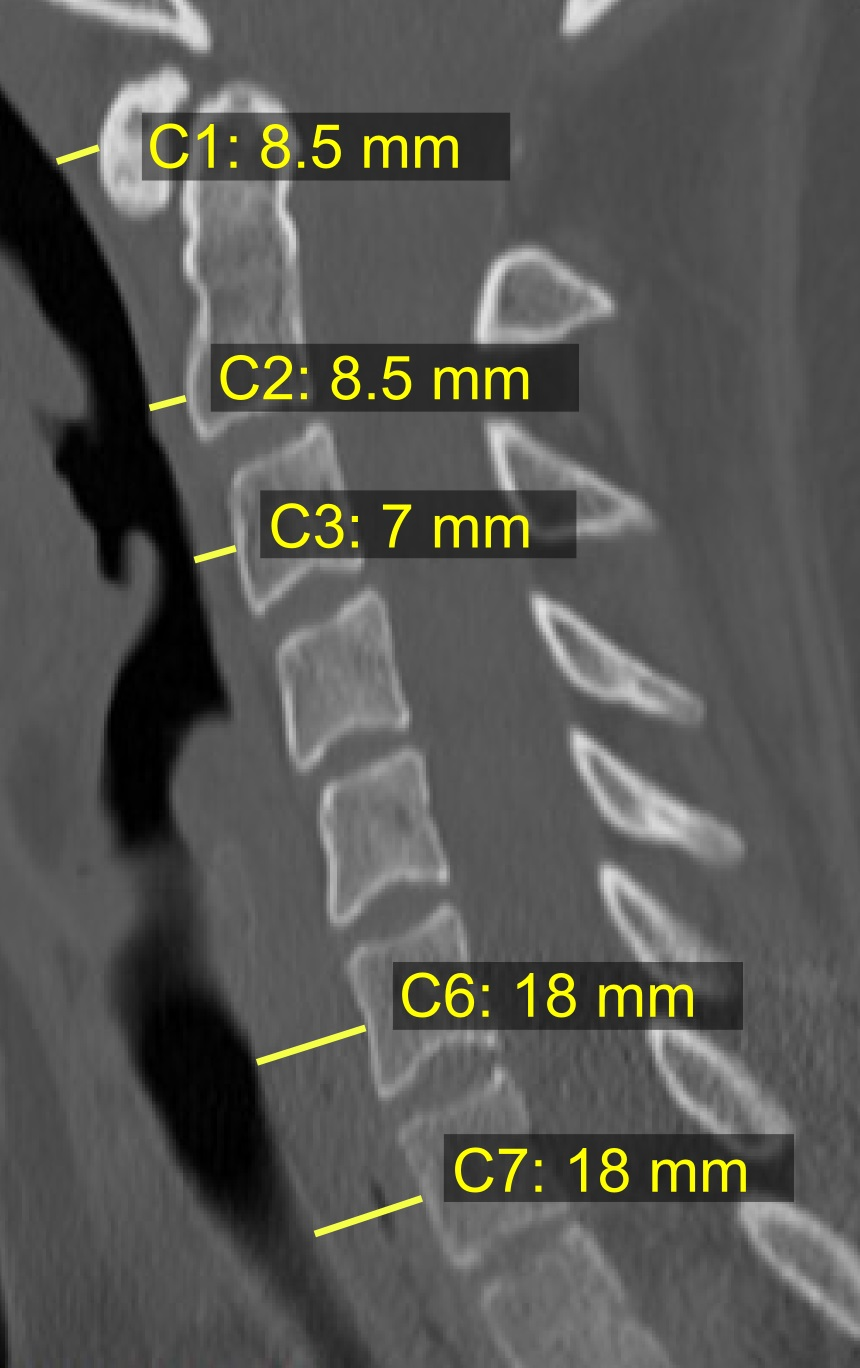
Tomografia computadorizada com limites superiores da espessura do espaço pré-vertebral em diferentes níveis.

#### Classificação
Existem nomes próprios para vários tipos de fraturas cervicais, incluindo:
- Fratura de C1, incluindo fratura de Jefferson
- Fratura de C2, incluindo fratura de Hangman
- Fratura em lágrima em flexão – uma fratura da face ântero-inferior de uma vértebra cervical

A Fundação AO desenvolveu um sistema descritivo para fraturas cervicais, o sistema de classificação de fraturas subaxiais da coluna cervical AOSpine.

## Tratamento
A imobilização completa da cabeça e pescoço deve ser feita o mais cedo possível e antes de movimentar o paciente. A imobilização deve permanecer até que o movimento da cabeça e do pescoço seja comprovado como seguro. Na presença de traumatismo cranioencefálico grave, a fratura cervical deve ser presumida até ser descartada. A imobilização é imperativa para minimizar ou prevenir novas lesões na medula espinhal . As únicas exceções são quando há perigo iminente de uma causa externa, como ficar preso em um prédio em chamas.
Os anti-inflamatórios não esteróides, como a aspirina ou o ibuprofeno, são contraindicados porque interferem na cicatrização óssea. Paracetamol é uma opção melhor. Pacientes com fraturas cervicais provavelmente receberão medicamentos prescritos para controle da dor. A longo prazo, será administrada fisioterapia para fortalecer os músculos do pescoço, aumentar a estabilidade e proteger melhor a coluna cervical.
Colares, tração e cirurgia podem ser usados para imobilizar e estabilizar o pescoço após uma fratura cervical.

### Colar cervical
Fraturas menores podem ser imobilizadas com colar cervical sem necessidade de tração ou cirurgia. Um colar macio é bastante flexível e é o menos limitante, mas pode acarretar um alto risco de danos adicionais ao pescoço em pacientes com osteoporose. Pode ser usado para ferimentos leves ou após a cura permitir que o pescoço fique mais estável.
Uma variedade de colares rígidos fabricados também é usada, geralmente compreendendo um invólucro de plástico firme com duas válvulas, preso com tiras de velcro e forros acolchoados removíveis. Os mais prescritos são os colares Aspen, Malibu, Miami J e Philadelphia. Tudo isso pode ser usado com peças adicionais de extensão de tórax e cabeça para aumentar a estabilidade.

### Cirurgia
A cirurgia pode ser necessária para estabilizar o pescoço e aliviar a pressão na medula espinhal. Uma variedade de cirurgias estão disponíveis dependendo da lesão. A cirurgia para remover um disco intervertebral danificado pode ser realizada para aliviar a pressão na medula espinhal. Os discos são almofadas entre as vértebras. Após a remoção do disco, as vértebras podem ser fundidas para proporcionar estabilidade. Placas de metal, parafusos ou fios podem ser necessários para manter as vértebras ou peças no lugar.